# Discinisca lamellosa
Discinisca lamellosa är en armfotingsart som först beskrevs av William John Broderip 1834.  Discinisca lamellosa ingår i släktet Discinisca och familjen Discinidae. Inga underarter finns listade i Catalogue of Life.

## Bildgalleri

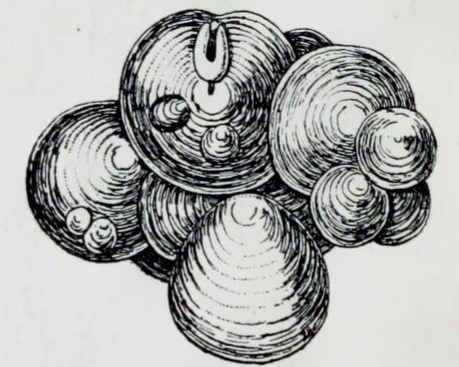